# Château d'Ivry-la-Bataille
Pour les articles homonymes, voir Ivry.
Le château d'Ivry-la-Bataille est un ancien château fort, de la fin du Xe siècle, aujourd'hui ruiné, dont les vestiges se dressent sur le territoire de la commune française d'Ivry-la-Bataille, dans le sud-est du département de l'Eure, en région Normandie. Il est entièrement détruit en 1424.
Les ruines du château sont classées au titre des monuments historiques.

## Localisation
Le château occupe un promontoire, au nord de Dreux, au bord du plateau en forte avancée qui domine de 70 m la vallée de l'Eure et le bourg d'Ivry-la-Bataille, constituant un point de contrôle visuel du pays environnant. La commune, anciennement Ivry-la-Chaussée, dont le nom d'Ibriacum apparaît dans la documentation au XIe siècle, est à mettre en rapport avec la célèbre bataille d'Ivry qui opposa le futur Henri IV aux troupes de la Ligue catholique, le 14 mars 1590.
Du fait de sa situation, cette forteresse défendait les frontières sud-orientales du duché de Normandie, enjeu stratégique entre la couronne de France et celle d'Angleterre, aux confins de la Normandie et de l'Île-de-France, face au Pays Chartrain. Il surveillait notamment le pont qui enjambe l'Eure à cet endroit. Ce verrou sur la vallée de l'Eure, s'inscrit dans la ligne de défense où l'on retrouve le château de Saint-Clair-sur-Epte, celui de Gisors, etc.

## Historique

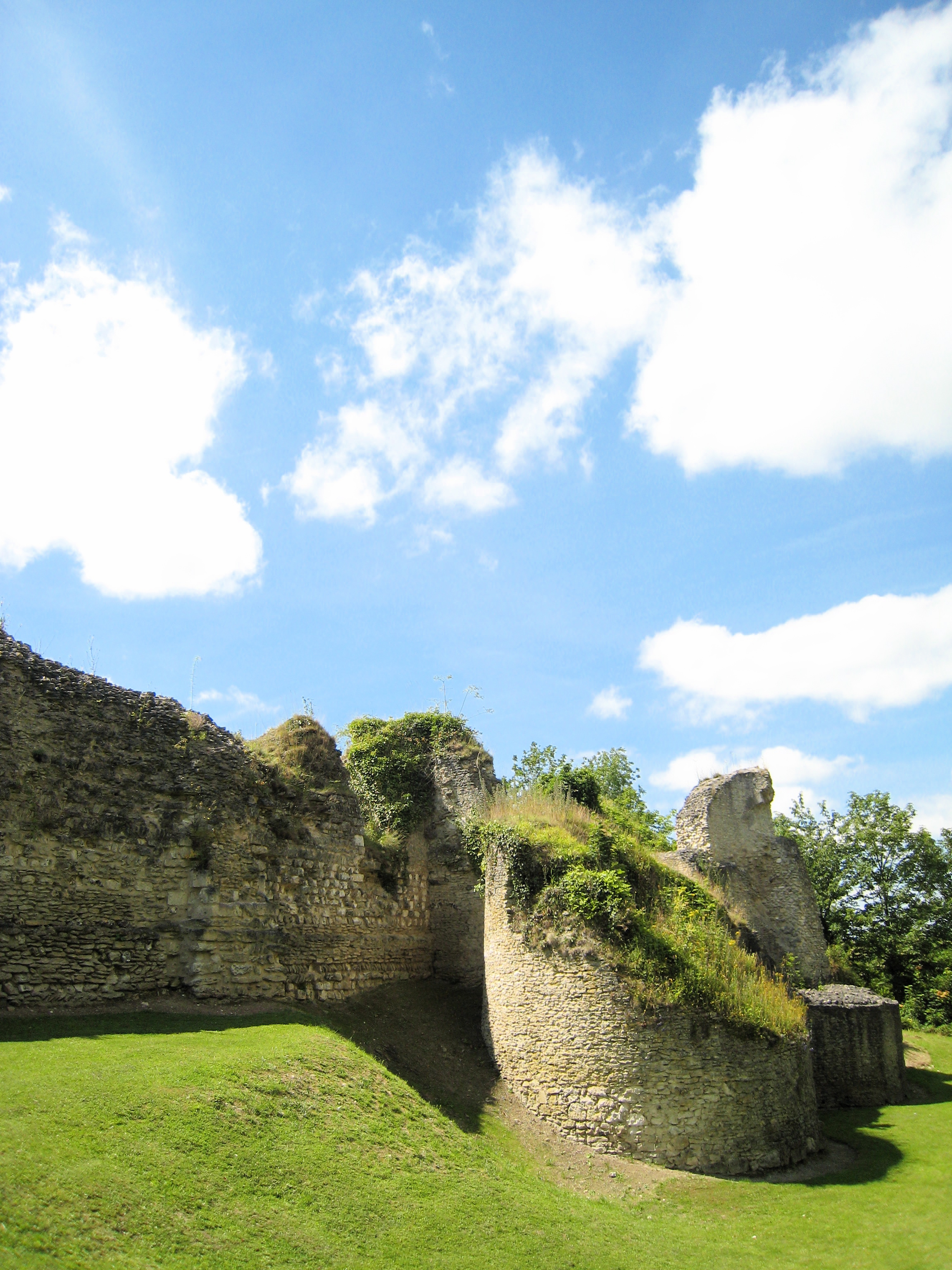
Le châtelet d'entrée, du XIIIe siècle.

Des chercheurs pensent que le site aurait pu être occupé dès l'époque antique, en corrélation avec une voie antique reliant Évreux à Paris. L'archéologie n'a pas encore confirmé cette hypothèse.
À la fin du Xe siècle, Richard Ier de Normandie, vu l’intérêt stratégique de cette importante place frontière, la confie à son frère utérin Raoul d'Ivry,. Ce dernier entreprend la construction d'une grande structure castrale en maçonnerie aux alentours de l'an mille (vers 960), à l'emplacement d'une aula carolingienne, avec l'aide supposée de l’architecte Lanfroy. Orderic Vital au XIIe siècle, raconte qu'Aubrée aurait fait élever une « tour célèbre, énorme et très fortifiée » (turris famosa, ingens et munitissima),. La fortification aurait été commandée par Aubrée (Alberède), femme de Raoul, à un certain Lanfred, architecte qui avait bâti le château de Pithiviers. Le donjon élevé vers l'an mille est, avec les tours de Rouen et d'Avranches, parmi les premières fortifications de pierre apparues en Normandie.
Vers 1029, Hugues d'Ivry, évêque de Bayeux, qui a succédé à son père Raoul à son décès vers 1015 comme comte d'Ivry, se révolte contre Robert Ier le Magnifique et arme le château avec une garnison française. Mais le duc de Normandie récupère le château et y installe une garnison ducale. Hugues devra s'exiler un temps avant de pouvoir rentrer en grâce. En 1040, Alberède, fille naturelle d'Hugues d'Ivry, entreprend une nouvelle campagne de travaux sur le château (celle du second tiers du XIe siècle). Ce personnage cité par Guillaume de Jumièges est bien réel, par opposition à celui semi-légendaire d'Orderic Vital. Vers 1050, nouvelle reprise en main ducale avec Guillaume le Bâtard, le titre de comte d'Ivry disparaît. Toujours d'après Orderic Vital, Guillaume confie le château à la garde de Roger de Beaumont. Guillaume Louvel, fils d'Asselin, après la mort de son frère Goel reçu le château. Guillaume avait épousé une sœur de Galéran IV de Meulan, lui même fils de Robert Ier de Meulan et petit-fils de Roger de Beaumont.
Vers 1089, Robert Courteheuse le cède à Guillaume de Breteuil, arrière-petit-fils de Raoul et donne à Roger de Beaumont en échange celui de Brionne, provoquant la fureur de ce dernier, alors que pour Robert de Torigni, c'est Robert lui-même qui aurait négocié cet échange.
En 1119, Louis VI le Gros incendie le château. En 1177, la tour est remise entre les mains d'Henri II Plantagenêt. En 1194, Philippe Auguste s'empare de la forteresse, lors d'une campagne militaire dans la région. En 1195 à la suite du traité d'Issoudun, le château d'Ivry est rattaché au domaine royal.
Pendant la guerre de Cent Ans, en 1419, commandé par Pierre Dorgessin, la forteresse capitule au mois de mai face aux Anglais après un siège de 40 jours. Les Français, avec à leur tête Géraud de la Pallière, gentilhomme gascon au service de Charles VII, la reprennent durant l'été 1423 et la conserveront un an, s'en servant comme base pour mener des coups de mains et inquiéter Évreux. Les Anglais, estimant que la reprise d'Ivry devient une priorité, assiègent à nouveau le château en juin 1424, avec à leur tête le duc de Bedford. La place capitule le 5 juillet, et leur est rendue le 15 août. Faute de pouvoir y maintenir une garnison, les Anglais entreprennent la destruction des parties supérieures, préférant détruire la forteresse plutôt que de la voir retomber aux mains des Français. En 1449, le connétable Jean de Dunois se rend définitivement maître de la ville d'Ivry. En 1456, dans un aveu, il est fait mention de l'état de ruines du château « par loccasion de la guerre […] abattu et démoulu et mis a totalle destruction. ».
Le château, ruiné par les Anglais et ayant perdu tout intérêt stratégique, n'est plus mentionné que dans l'estimation du domaine. En 1547, Diane de Poitiers achète la baronnie d'Ivry. En 1567, le château « que l'on dit avoir été démoly par les Anglais au règne du roy Charles VII » est évalué avec la garenne qui l'entoure. En 1740, dans une estimation dressée par un expert du nom de Mouchet, le château est « tiré à néant […] il consiste seulement en quelques restes de débris de bâtiments dont on ne peut faire usage. ».
Après sa destruction et son arasement, les vestiges, devenus carrière de pierres et comblés de terre, tombent peu à peu dans l'oubli. Vers 1960, seule une colline boisée d'où émergent quelques pans de murs marque encore l'emplacement de la forteresse. C'est en 1968 que Robert Baudet, ébéniste à Ivry, entreprend, avec le club archéologique qu'il vient de créer, le dégagement des substructures. Après vingt ans de travaux, le sol d'origine réapparaît et les ruines du château ressortent de terre et permettront en 1990 son classement au titre des monuments historiques. Le castellologue Jean Mesqui, l'archéologue anglais, Edward Impey, ou l'historien de la Normandie, Lucien Musset, reconnaissent l'intérêt de l'ouvrage et publient les premières analyses des vestiges, en se focalisant sur ses parties les plus anciennes datant de l'an mille. De 2007 à 2010, de nouvelles fouilles archéologiques, et le ré-examen des ruines, permirent d'éclairer l'histoire du château.

## Description

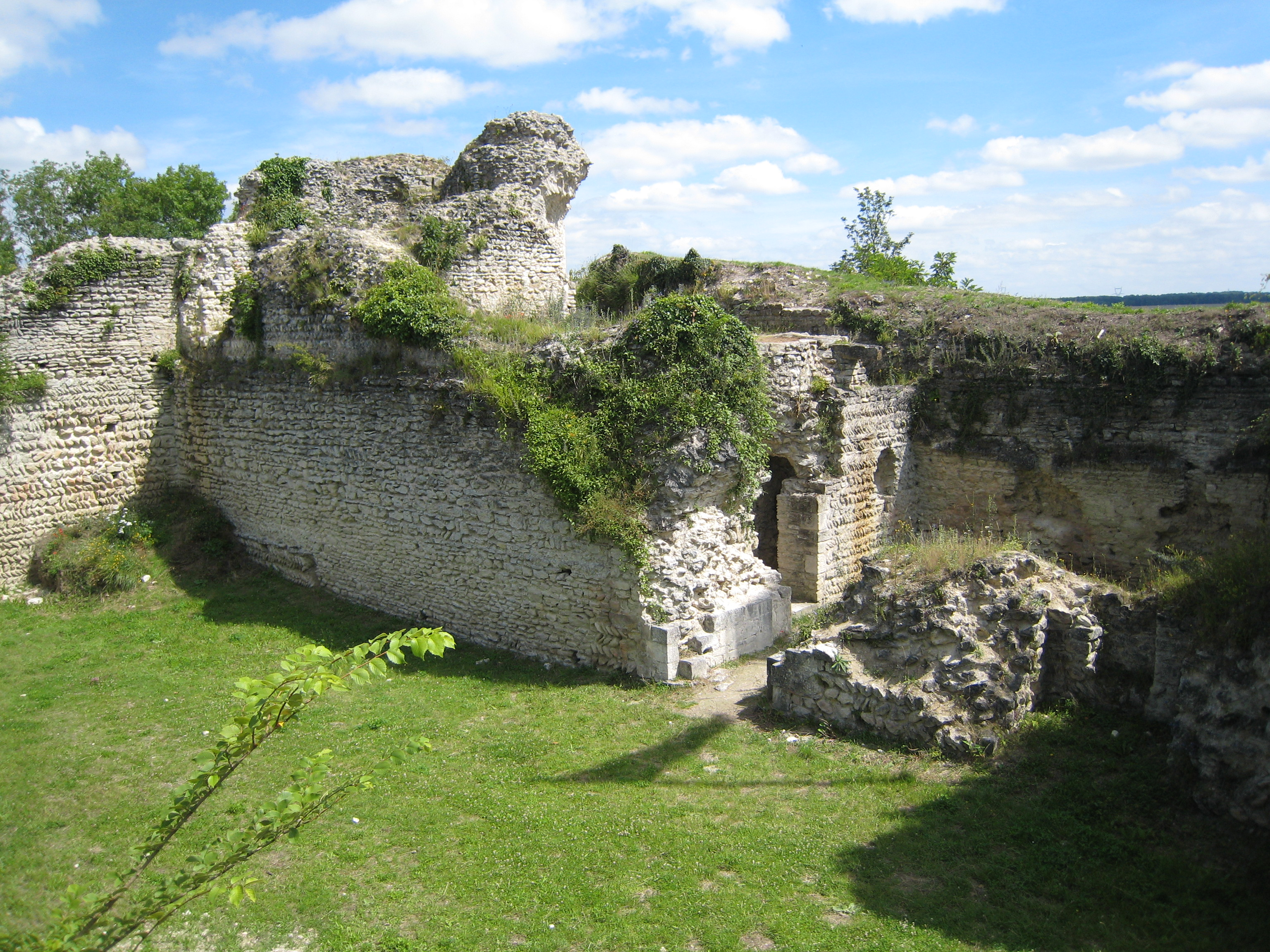
L'intérieur du donjon et l'accès aux salles basses.

Trois fossés parallèles, ainsi qu'un quatrième profondément taillé à même la roche sur le flanc ouest, isolaient le château du reste du plateau ; le tout constituant une position défensive en éperon barré. Une enceinte flanquée est venue ultérieurement doublé la défense. Sur son flanc est, le site domine le bourg d'une hauteur de cinquante mètres environ, qui s'est implanté au pied de la butte, le long de l'Eure, autour du pont commandé par le château.
Commencée vers 960, la construction primitive est une aula (salle princière carolingienne), grande construction rectangulaire de 32 × 25 mètres de côté. À la base des murs d'une épaisseur de 3 mètres, on remarque un appareil en arête-de-poisson caractéristique des constructions carolingiennes ainsi que l'emploi de chaînage en briques sur quelques éléments dont un contrefort. À la fin du Xe siècle, des travaux en font un logis-donjon, à contreforts, qui s'élevait a priori sur deux niveaux et englobait une chapelle dite de Saint-Ursin et une tourelle.
Cet ensemble imposant est dû, selon la légende, à l'architecte Lanfred (ou Lanfroi,), qui aurait ensuite été décapité par ordre d'Alberède, femme du comte Raoul.
Dans le courant du XIe siècle, le premier niveau du château d'origine est rendu aveugle par l'apport d'une masse considérable de remblais. Ivry présente alors un plan rectangulaire avec dans l'angle nord-est, l'abside de la chapelle. De tels travaux n'ont probablement pas été entrepris sans l'aval du duc de Normandie, et l'on pourrait y voir l’œuvre de Guillaume le Conquérant, sachant qu'il existe une nette ressemblance entre la tour d'Ivry et celle de Londres (vers 1070), la première aurait alors servi de modèle à la seconde. Après la prise d'Ivry en 1194 par Philippe Auguste, celui-ci rase la moitié ouest de la tour et surélève la partie conservée, la transformant en une sorte de « donjon » qui perd ainsi sa fonction résidentielle, transférée dans la basse-cour située plus au sud. Le château sera encore réaménagé avant sa prise en 1429 par les troupes d'Henri V avec l'adjonction d'un châtelet devant le principal accès à la forteresse, et probablement au XIVe siècle, renforcée dans son angle nord-est par une grosse tour.
De nos jours, il ne subsiste du donjon carré, planté dès la fin du XIe siècle face au domaine royal, que le premier niveau.

## Protection aux monuments historiques
Les parties apparentes, ainsi que le sol des parcelles sur lesquelles elles sont situées, susceptibles de contenir des vestiges sont classées au titre des monuments historiques par arrêté du 8 février 1990.

## Visite
Propriété de la commune, le site a fait l'objet de fouilles importantes et est accessible librement et toute l'année.